# كفر الجزار
كفر الجزار إحدى قرى مركز بنها التابع لمحافظة القليوبية بجمهورية مصر العربية.

## السكان
بلغ عدد سكان كفر الجزار 16,246 نسمة، حسب الإحصاء الرسمي لعام 2006.